# Губино (Могилёвская область)
Гу́бино (бел. Губіна) — деревня в составе Михеевского сельсовета Дрибинского района Могилёвской области Республики Беларусь.

## Население
- 1999 год — 28 человек
- 2010 год — 6 человек